# Robecco sul Naviglio
Robecco sul Naviglio là một đô thị ở tỉnh Milano, vùng Lombardia của Italia, khoảng 20 km về phía tây của Milano. Tại thời điểm ngày 31 tháng 12 năm 2004, đô thị này có dân số 6.438 người và diện tích là 20,3 km².
Robecco sul Naviglio giáp các đô thị: Corbetta, Magenta, Cassinetta di Lugagnano, Cerano, and Abbiategrasso.